# Coppa panamericana maschile under 19 di pallavolo
La Coppa panamericana maschile under 19 di pallavolo è una competizione pallavolistica, organizzata dalla PVU sotto l'egida della NORCECA, per squadre nazionali nordamericane e sudamericane, riservata a giocatori con un'età inferiore di 19 anni.

## Edizioni
| Edizione      | Edizione        | Podio         | Podio         | Podio           |
| Anno          | Organizzatore   | Campione      | Seconda       | Terza           |
| ------------- | --------------- | ------------- | ------------- | --------------- |
| 2011 Dettagli | Messico         | Brasile       | Porto Rico    | Stati Uniti     |
| 2017 Dettagli | Messico         | Messico       | Cile          | Porto Rico      |
| 2019 Dettagli | Rep. Dominicana | Cuba          | Messico       | Rep. Dominicana |
| 2021          | -               | Non disputata | Non disputata | Non disputata   |
| 2022 Dettagli | Guatemala       | Stati Uniti   | Messico       | Porto Rico      |
| 2023 Dettagli | Guatemala       | Stati Uniti   | Messico       | Porto Rico      |

## Medagliere
| Pos. | Squadra         | 1º posto | 2º posto | 3º posto | Totale |
| ---- | --------------- | -------- | -------- | -------- | ------ |
| 1    | Stati Uniti     | 2        | 0        | 1        | 3      |
| 2    | Messico         | 1        | 3        | 0        | 4      |
| 3    | Brasile         | 1        | 0        | 0        | 1      |
| 3    | Cuba            | 1        | 0        | 0        | 1      |
| 5    | Porto Rico      | 0        | 1        | 3        | 4      |
| 6    | Cile            | 0        | 1        | 0        | 1      |
| 7    | Rep. Dominicana | 0        | 0        | 1        | 1      |